# Sarcanthopsis
Sarcanthopsis – rodzaj roślin z rodziny storczykowatych (Orchidaceae). Obejmuje 6 gatunków. Występują w południowo-wschodniej Azji i na wyspach Oceanii w takich krajach i regionach jak: Archipelag Bismarcka, Karoliny, Fidżi, Nowa Kaledonia, Nowa Gwinea, Wyspy Salomona, Wallis i Futuna. Są to rośliny epifityczne lub litofityczne rosnące w lasach na wybrzeżu i na nizinach na wysokościach do około 1000 m n.p.m.

## Morfologia
KwiatyKwiaty odwrócone, o średnicy 2–3 cm, zwykle żółtawe z brązowymi plamami.

## Systematyka
Rodzaj sklasyfikowany do podplemienia Aeridinae w plemieniu Vandeae, podrodzina epidendronowe (Epidendroideae), rodzina storczykowate (Orchidaceae), rząd szparagowce (Asparagales) w obrębie roślin jednoliściennych.
Wykaz gatunków
- Sarcanthopsis hansemannii (Kraenzl.) J.J.Wood & Ormerod
- Sarcanthopsis nagarensis (Rchb.f.) Garay
- Sarcanthopsis praealta (Rchb.f.) Garay
- Sarcanthopsis quaifei (Rolfe) Garay
- Sarcanthopsis warocqueana (Rolfe) Garay
- Sarcanthopsis woodfordii (Rolfe) Garay